# Mago del Clima
El Mago del Clima (Weather Wizard en Inglés) es un supervillano ficticio que aparece en los cómics publicados por DC Comics. Es un enemigo de Flash y un miembro de los Renegados.
Mago del Clima hizo su primera aparición en vivo en la serie de televisión The Flash interpretado por el actor Liam McIntyre, quien interpretó a Mark Mardon. Apareció en la primera, segunda y quinta temporada de la serie. Clyde Mardon apareció en el episodio piloto de The Flash interpretado por el actor Chad Rook. En la quinta y sexta temporada, Reina Hardesty interpreta a una versión femenina llamada Bruja del Clima y es la hija separada de Mark Mardon.

## Historial de publicaciones
Creado por John Broome y Carmine Infantino, el personaje hizo su primera aparición en The Flash #110 (diciembre de 1959).

## Biografía ficticia del personaje

### Primeros años
Mientras escapaba de un transporte de la prisión al saltar de la ventana, Mark Mardon huyó a la casa de su hermano sólo para encontrarlo muerto. El hermano de Mardon, Clyde, un científico, acababa de descubrir una manera de controlar el clima antes de morir de un ataque al corazón (aunque la evidencia reciente implica que Mardon mató a su hermano y, o bien mintió sobre el recuerdo de la búsqueda de su cuerpo.) Mardon tomó las notas de Clyde y las utilizó para hacer una varita para generar y controlar el clima y se embarcó en una carrera criminal como el Mago del Clima, a veces utilizando sus poderes a pequeña escala (como zapping alguien con rayos) y, a veces, a mayor escala (aprisionando una ciudad en invierno), casi siempre derrotado por Flash (Barry Allen).
Después de la muerte de Barry Allen durante la Crisis en las Tierras Infinitas, el mago del Clima entró en semiretiro por un tiempo, hasta que, durante Underworld Unleashed se asoció con otros Renegados que incluían al Capitán Frío, Ola de calor, Capitán Boomerang, y Amo de los Espejos, como parte de una estratagema para una mayor potencia. En última instancia, que terminó con la muerte y la liberación del demonio Neron. Más tarde fueron resucitados como demonios sin alma, por Neron para usar contra el sucesor de Barry Allen, Wally West, quien manipula a Neron para devolverle las almas de los Renegados. El Mago del Clima y los otros, salvo Ola de Calor, volvieron a una vida de crimen.
Mago del Clima se unió a Blacksmith y sus Renegados. A través de ella, se entera de que tiene un hijo de una aventura de una noche con la ciudadana de Keystone oficial de policía Julie Jackham. Su hijo, Josh, había exhibido habilidades tiempo-control internalizados y Mardon quería tener la misma capacidad sin el uso de la varita. Él trató de secuestrar a Josh de la esposa de Wally, Linda y de diseccionar para comprender cómo su hijo ganó esa capacidad, pero dudó en dañar al niño cuando se dio cuenta de que el niño tenía "los ojos... los ojos de mi hermano." Fue detenido por Flash fue enviado a Iron Heights, pero escapó. Después se disolvió el grupo del Blacksmith, el Mago del Clima, junto con Amo de los Espejos y The Trickster, se unió al Capitán Frío, que se declaró el líder de los Renegados. Mardon fue también el representante de los Renegados de la Sociedad Secreta de Supervillanos.

### Un año después
Un año más tarde, él y varios otros Renegados son abordados por Inercia con un plan para matar a Flash (entonces Bart Allen). Inercia destruyó la varita del tiempo utilizado terapias psicológicas del siglo 30 para eliminar los bloques mentales que le impedían el uso de sus poderes sin ella. A pesar de que Inercia es finalmente derrotado, los otros Renegados vencieron a Bart a la muerte, Mago del Clima usando su control sobre el rayo lo electrocuta. Después de que la identidad de Allen fue revelada, Mardon se sorprendió y quedó horrorizado, junto con el Capitán Frío y Ola de Calor; al descubrir que los Renegados había "matado a un niño".

### La salvación
Mago del Clima es uno de los villanos exiliados destacados en "La Salvación", junto con sus compañeros Renegados: Capitán Frío, Heat Wave, Amo de los Espejos y Abra Kadabra.

### Final Crisis: Rogues Revenge
Fue visto como un miembro de los Renegados que se unió a la Sociedad Secreta de Supervillanos de Libra. En "Final Crisis: Rogues Revenge" serie, sin embargo, Mago del Clima y el resto de los Renegados rechazan la oferta de Libra, con ganas de quedarse fuera del juego (Capitán Frío incluso regaña a Amo de los Espejos por trabajar con escoria como el Dr. Luz). Antes de que puedan retirarse, se enteran de que Inercia escapa y decide quedarse lo suficiente para obtener venganza por haber sido utilizado. En venganza, Libra secuestra a Josh e intenta que Mardon se una a su Sociedad, amenazando con matar al niño si él no acepta. A lo que responde Mardon "¿Si he matado a mi hermano, Libra, si e electrocutado a la única persona que se preocupaba por mí, que te hace pensar que me importa ese niño?" Libra a continuación, se burla de Mardon demostrando que está equivocado. Mardon no se atreve a hacer un movimiento después de que Inercia matara al niño, luego Mardon se une a sus compañeros en la derrota de los Renegados y matando a Inercia.

### The Flash (Vol.3)
El Mago del Clima y los Renegados visitan el viejo escondite de Sam Scudder y revelan un espejo gigante con las palabras en el caso de destello, rompa el vidrio escrito en él. Después, Mardon todavía está en su carrera criminal con los Renegados.

### Nuevos 52
En la línea de tiempo, de The New 52, mientras que el pasado del Mago del Clima con Barry Allen se mantiene casi sin cambios, sus orígenes son ligeramente diferentes. Ahora se llama Marcos Mardon él y su hermano, Claudio, son latinos y las cabezas de una familia de la mafia. Después de la muerte de su padre Marco huye, llegando a ser el Mago del Clima, pero se llama de nuevo después del asesinato de Claudio. Flash, en busca de Patty Spivot que había sido secuestrada, recibe ataques posteriores y presenta Mardon, obligando a Elsa, la viuda de su hermano, para revelar lo que el secuestrador y asesino de Claudio. Esta revelación conduce a Marco hasta el borde, lo que lo lleva a intentar un suicidio-asesinato llamando a la huelga relámpago a sí mismo y Elsa; sin embargo, él sobrevive y es abordado por Golden Glider (Lisa Snart) para una trama desconocida.
En la secuela de Watchmen, Doomsday Clock, Mago del Clima y sus compañeros Renegados se encuentran entre los villanos que asisten a la reunión clandestina organizada por Riddler que habla sobre la teoría de Superman.

## Poderes y habilidades
Mago del Clima ejerció originalmente una varita que le permitió controlar los patrones climáticos, lo ha usado para producir tormentas de nieve, convocar a los relámpagos, volar usando las corrientes de aire, crear niebla y producir y generar vientos. Esencialmente puede producir cualquier tipo de patrón de tiempo imaginables, así como otros fenómenos tales como tornados. Recientemente Inercia destruyó su varita, el uso de terapias psicológicas del siglo 30 para eliminar los bloques mentales climáticas de Mardon. Ahora puede controlar el clima sin su varita. Mark también ha demostrado un control limitado sobre el magnetismo.
En La realidad de Nuevos 52, Mardon vuelve a usar su varita, pero revela que el dispositivo lo volvía loco.

## Otras versiones

### Tierra-33
Existe una versión de Mago del Clima en la Tierra-33, un mundo de magos.

### Nuevos Renegados
La versión Nuevos Renegados de Mago del Clima es Brujo del Clima, una mujer desconocida y ex prostituta de Gotham City que posee Mago del Clima.

### Flashpoint
En la línea de tiempo alternativa del evento Flashpoint, Mago del Clima fue encarcelado en Iron Heights. Mago del Clima luego se enfrenta al Amo de los Espejos, quien reúne a los Renegados. Mago del Clima luego escapó de Iron Heights y buscó venganza contra Citizen Cold por asesinar a su hermano, Clyde. Citizen Cold mató a Mago del Clima y reveló que su hermano, Clyde, contrató a Citizen Cold para matarlo, pero Citizen Cold también le dice que lo haga gratis.

### El Capitán Zanahoria y su sorprendente Zoo Crew!
La serie de la década de 1980 El Capitán Zanahoria y su sorprendente Zoo Crew! presentó la Tierra paralela de "Earth-C-Minus", un mundo poblado por superhéroes animales parlantes que era paralelo al Universo DC convencional. Earth-C-Minus presenta al villano "Comadreja del Clima", una contraparte comadreja del Mago del Clima, que lucha contra su némesis, el héroe conocido como Crash.

### Mago del Clima del siglo 25
Una versión futurista Weather Warlock es un heroico Mago del Clima como parte de los policías del siglo 25 conocidos como Los Renegados del futuro del Profesor Zoom.

### Injustice: Dioses entre nosotros
En el cómic de precuela de Injustice: Dioses entre nosotros, Mago del Clima se ve brevemente en el Capítulo Ocho luchando contra Hawkgirl mientras ella le exige la ubicación del Amo de los Espejos. En el quinto año, él, Heatwave, Amo de los Espejos y Golden Glider son reclutados por la Insurgency de Batman debido a su regla de "no matar". Los cuatro usan el dispositivo de Amo de los Espejos para viajar por el mundo y destruir las bases del Régimen para paralizar la influencia de Superman, pero Bizarro los acorrala, quien tiene la impresión de que él es el verdadero Superman. Mientras lidian con él y también con el rival inminente del verdadero Superman, Mago del Clima enfurece a Bizarro llamándolo "Superman falso", lo que hace que el clon inestable lo mate a él y a Heat Wave con visión de calor.

## En otros medios

### Televisión

#### Acción en vivo
- Mago del Clima apareció en el especial de televisión de 1979 Legends of the Superheroes, interpretado por Jeff Altman.
- Los escritores de la serie de televisión The Flash de 1990, Danny Bilson y Paul De Meo, intentaron usar al Mago del Clima, pero no tenían suficiente dinero para hacerlo y tuvieron que esperar hasta tener un presupuesto mayor. Sin embargo, en última instancia, el plan no se materializó después de que se canceló el programa.[16]
- Un personaje basado en el Mago del Clima llamado Dr. Eno/Weatherman apareció en el programa piloto de televisión Justice League of America de 1997, interpretado por Miguel Ferrer.
- Chad Rook y Liam McIntyre interpretan a Clyde y Mark Mardon, respectivamente, en la serie de televisión The Flash de The CW.[17] Presentados en el piloto de la serie, estas versiones son ladrones de bancos que quedaron atrapados en un accidente aéreo cuando explotó el acelerador de partículas de S.T.A.R. Labs, dándoles a ambos la capacidad de manipular el clima. Además, Clyde y Mark son tío y padre de Joslyn "Joss" Jackam / Weather Witch respectivamente. Después de que Clyde es asesinado por el detective Joe West del CCPD, Mark intenta vengarse y se enfrenta a Flash en varias ocasiones en el camino.

#### Animación
- Mago del Clima apareció en una serie animada ambientada en el Universo animado de DC:
  - Se le presenta en el episodio de Superman: la serie animada, "Speed Demons", con la voz de Miguel Ferrer. Esta versión es un ex extorsionista de Central City que rastrea las coordenadas de Superman y Flash y extrae su energía a través de brazaletes para alimentar su maquinaria de manipulación del clima mientras compiten por el título de "hombre vivo más rápido". Sin embargo, los héroes descubren los planes de Mark y lo derrotan con la ayuda del hermano de Mark, Ben Mardon.
  - Mago del Clima apareció en el episodio de dos partes de la Liga de la Justicia, "Más allá", con la voz de Corey Burton. Él se une al Escuadrón de Venganza contra Superman para perseguir su objetivo homónimo. Sin embargo, mientras lucha contra la Liga de la Justicia, es desarmado y noqueado por Batman.
  - Mago del Clima apareció en Liga de la Justicia Ilimitada, nuevamente con la voz de Corey Burton. A partir del episodio "I Am Legion", se unió a la Sociedad Secreta de Gorilla Grodd. Antes y durante el episodio "¡Vivo!", Lex Luthor obtiene el control de la Sociedad, pero Grodd organiza un motín. Mago del Clima se pone del lado de este último, pero termina congelado por Killer Frost y asesinado en una explosión causada por Darkseid junto con los otros leales a Grodd.
- Mago del Clima aparece en Batman: The Brave and the Bold, con la voz de Robin Atkin Downes. Esta versión es miembro de Renegados y la Legión del Mal.

### Películas
Mago del Clima aparece en la serie de Películas animadas originales del Universo DC.
- Aparece por primera vez en la apertura de Justice League vs. Teen Titans, con la voz de Rick D. Wasserman. Él y Legión del Mal luchan contra Flash antes de que Scarlet Speedster lo derrote. Intenta huir, pero termina siendo poseído por Trigon, quien lo hace lo suficientemente poderoso como para rivalizar con la Liga de la Justicia sin su varita. A pesar de esto, es detenido por Damian Wayne y Wonder Woman, quienes exorcizan el demonio que lleva dentro.
- Mago del Clima hace una aparición sin hablar en Justice League Dark: Apokolips War.

### Videojuegos
- Mago del Clima aparece en Batman: The Brave and the Bold - The Videogame, nuevamente con la voz de Corey Burton.
- Mago del Clima aparece en DC Universe Online, con la voz de Brandon Young.

### Parodias
- Mago del Clima aparece en Robot Chicken DC Comics Special II: Villains in Paradise, con la voz de Matthew Senreich.

### Varios
Un segundo Mago del Clima que se asemeja a la versión principal apareció en el número 38 de los cómics vinculados a Liga de la Justicia Ilimitada. Este mago del clima anónimo intenta sin éxito derrotar a Flash y Wonder Woman con la ayuda de Giganta, Top y el Amo de los Espejos.